# Église Saint-Omer de Brouckerque
Pour les articles homonymes, voir Église Saint-Omer.
L'église Saint-Omer de Brouckerque (Sint-Omaarskerke en flamand) est l'église du village de Brouckerque. C'est un monument très fortement ancré dans le patrimoine du village, comme l'en atteste son nom : Brouckerque signifie en flamand « l'église des marais ». Elle a été classée monument historique en 1973.

## Historique
Le nom « Ecclesia in Brocco » figure sur une carte de l'an 800. À la même époque, l'historien Albert Janin parle d'une église à Brouckerque pendant le règne de Charlemagne. L'église est mentionnée au cartulaire de Bourbourg en 1142.
Au XIVe siècle, une nouvelle église a été bâtie.
La date « 1697 » figure sur le pignon nord de l'église, l'église actuelle pourrait donc dater du XVIIe siècle.
Vers 1768, le buffet d'orgue qui provient de l'ancienne abbaye de Watten est installé à Brouckerque.
En 1781, le presbytère, en ruine, est reconstruit grâce au 2/3 du chapitre de la cathédrale de Saint-Omer et 1/3 à la dîme de la paroisse.
De 1888 à 1891 sont effectués des travaux d’agrandissement par l'architecte Omer Cockenpot de Lille avec l'accord de l'évêque. À l'exception de la tour et d'une partie du chœur, l'église a été démontée et remontée mur par mur. L'espace entre les colonnes à l'intérieur n'étant pas toujours égal, les colonnes du XVIIe siècle ont peut-être également été conservées, ainsi qu'une partie du mur Nord-Ouest en briques roses d'appareillage plus irrégulier que les autres). Les murs latéraux sont surélevés et les trois nefs sont désormais coiffées par une toiture unique. Cet agrandissement a été financé par le don de 50 000 francs or en 1866 par Zénobie de T'Serroeloffs, veuve du vicomte Joseph Foullon et propriétaire de la ferme du Staelenbrugghe (ferme Dejonghe).
Jusqu'au travaux, de grands arbres entouraient l'église et la clôture du cimetière était composée d'une haie d'aubépines.
Le dallage a été complètement refait en 1891, les dalles funéraires figurant dans l'église ont donc disparu. Il subsiste toutefois dans la nef centrale, une pierre blanche qui est celle de la sépulture de Marie-Thérèse Depondt - fille de François Norbert, seigneur de Broukerke-Hoen, décédée en 1764 - et dont les inscriptions sont cachées (la pierre a été posée à l'envers).
En 1903, le maître-autel est inauguré.
En 1911, le presbytère est de nouveau restauré.
En 1940, la tour de l'église sert de poste de guet aux Allemands.
En 1944, un obus tombe sur le toit de l'église et éclate dans la voûte, brisant tous les vitraux.
En 1945, la tour sert de poste de guet aux Français et aux Tchèques.
En 1967, l'église a été restaurée sur décision du maire Georges Adriansen et du conseil municipal ; l'abbé Edmond Dehondt a obtenu 11 000 francs français grâce à une souscription.
En 1973, les grilles de la rue de l'église sont supprimées. Par arrêté du 30 juillet 1973, l'église est classée monument historique.
Dans les années 1980, un des quatre pieds de la croix de la flèche casse. Sur décision d'Anne-Marie Chevalier, maire, et la direction de M. Poncelet, architecte en chef des Monuments Historiques, une réfection totale de la partie haute est faite : le coq est recouvert d'or, la croix repeinte et métallisée en zinc, la balustrade consolidée et les ardoises remplacées.
En 2005, une nouvelle restauration intérieure a été faite et a concerné la mise aux normes des équipements électriques et de chauffage, ainsi que la réfection des peintures, et le replacement de la chaire classée et du buffet d'orgue.

## Administration religieuse
Brouckerque a fait partie du diocèse de Thérouanne jusqu'en 1562, du diocèse de Cambrai jusque 1913 puis du diocèse de Lille.

## Architecture

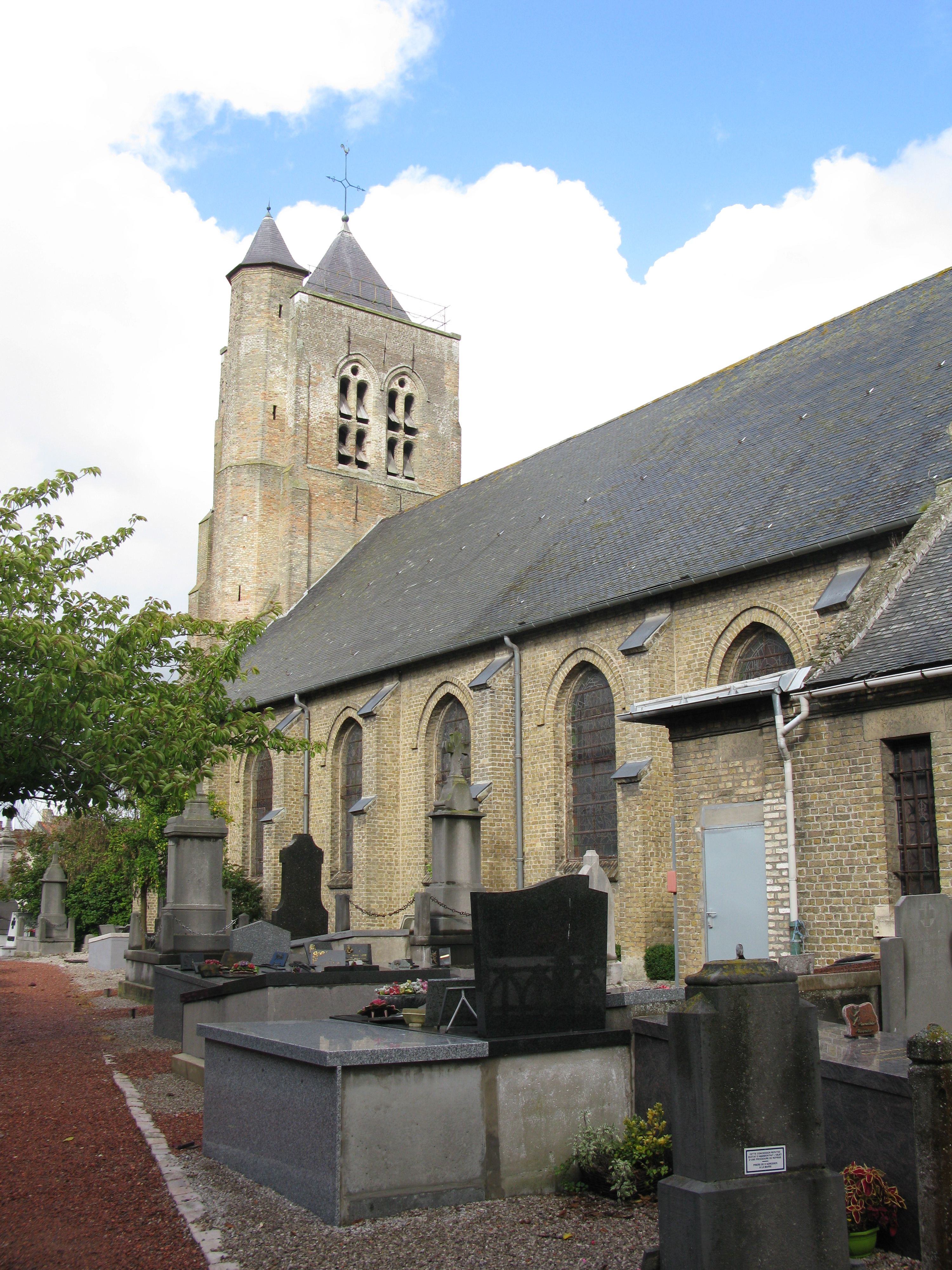
Église vue du côté sud.

L'église est de style néo-gothique. Ses dimensions sont de 35 mètres de long et 15 mètres de large. Le chœur gothique est une abside de type polygonal éclairée par sept verrières.
Les travaux d’agrandissement fin XIXe ont été réalisés par l'architecte Omer Cockenpot de Lille.

### Architecture la tour
La tour, carrée a peut-être été construite à un usage de défense, comme le laissent penser les murs d'1,50 m d'épaisseur, les arêtes vives et les meurtrières au 1er étage.
Elle fait 6,5 mètres de côté à la base, 22,5 mètres de haut à la balustrade, sans compter une flèche de 5,5 mètres. La flèche est couverte d'ardoises et supporte une croix de fer forgé et un coq recouvert d'une feuille d'or fin.
Dans une niche au-dessus de la porte d'entrée se trouve la statue de saint Omer. La tour est située en façade ouest, le chœur est situé à l'est, comme la plupart des églises flamandes.
Le couvrement de l'escalier est fait de petites voûtes successives tournant autour du noyau central et placées chacune à un niveau plus élevé que les précédentes. Cette technique est assez rare et ne se trouverait dans la région seulement pour la tour de Stapple.
L'horloge de la tour a été fabriquée en 1865 par les établissements Renard à Ferrière. Elle était remontée hebdomadairement par le garde-champêtre. Un nouveau mécanisme fut installé en 1955 par les établissements Mamias à Gagny.

### Cloches
Au XVIe siècle, l'église avait 3 cloches. Deux cloches furent ensuite enlevées. En 1592, on décide de casser la cloche restante pour en faire deux plus petites, dont Matthias. En 1789, la loi du 3 ventôse an III décide qu'une seule cloche par clocher doit subsister, il ne reste alors que Matthias. En 1867, une deuxième cloche est ajoutée.
Deux cloches se trouvent donc au 3e étage. Une grande de 1592 appelée Matthias et une petite et rouillée de 1867. La grande cloche possède deux inscriptions. La première mentionne l'origine de la cloche : « L'an 1592 en l'honneur de Dieu et de St Matthias, cette cloche a été fondue par la communauté de Brouckerque, curé seigneur Jan Wallet, Matthias de Broere, marguillier et parrain. Nous fit Obert et Georges Heuwin. ». La deuxième est en flamand : «Vvy Vvaren se drie, Ick Bleeffer Alleene, (...), Vhevvorde Van Eene » (« Nous étions trois, Je reste seule, Maintenant nous sommes deux, Issue d'une »).
Matthias a un diamètre de 103,8 cm, une hauteur de 84 cm, un poids de 700 à 800 kg. Sa note nominale est le fa#. Son battant d'origine en fer forgé a été remplacé par un battant moderne.

### Mobilier
Les autels retables, de style néo-gothique, sont en chêne sculpté. Celui de gauche est dédié à Notre-Dame du Rosaire, celui de droite à saint Joseph.
Le maître-autel a été sculpté par Gustave Pattein d'Hazebrouck et est dédié à saint Omer. 
Un autel au fond de l'église est consacré à Thérèse de Lisieux. Il sert aussi de monument aux morts, car il contient la liste des victimes de Brouckerque pendant les deux guerres.
L'église contient une chaire, sculptée en chêne, datée du XVIIIe siècle. Y sont sculptés sur les côtés saint Jérôme, saint Ambroise, saint Augustin et saint Grégoire.
Le buffet d'orgue en vieux chêne est porté par des colonnes torsadées. L'une est sculptée de branches de raisin et de blé, l'autre de branches de chênes avec des glands. Les bas-reliefs de la balustrade représentent des instruments de musique : triangle, harpe, luth, cymbale, tambourin, trompette et cor ; au-dessus du buffet se trouve David et sa harpe, entouré d'anges musiciens. L'ensemble des sculptures du buffet a été réalisé par M. Elschoecht de Bergues.
La chaire et le buffet d'orgue ont été classés monuments historiques en 1975, tout comme les fonts baptismaux.
L'église possède également un grand lustre du XVIIIe siècle.

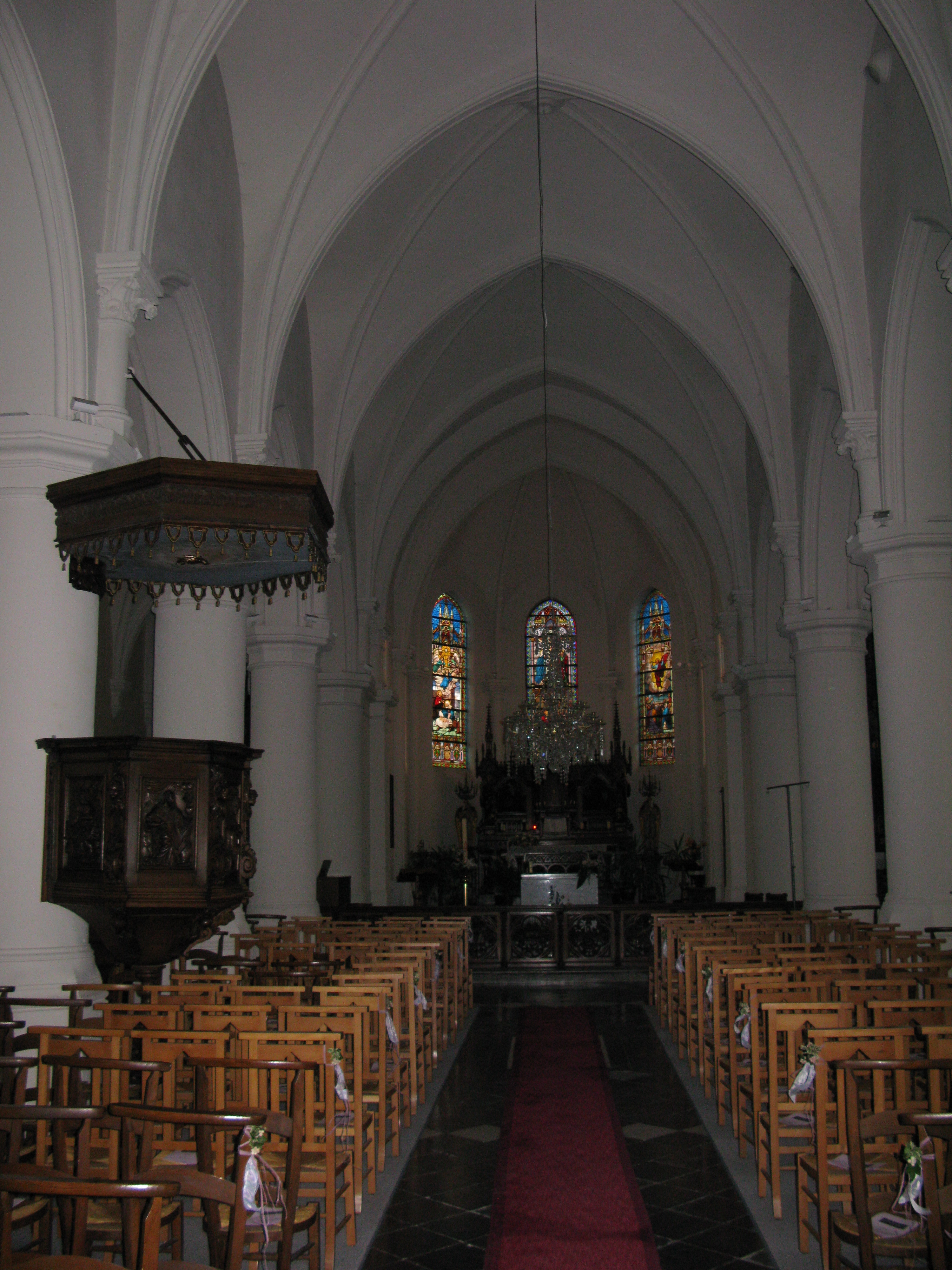
Chaire, lustre, chœur, maître-autel.
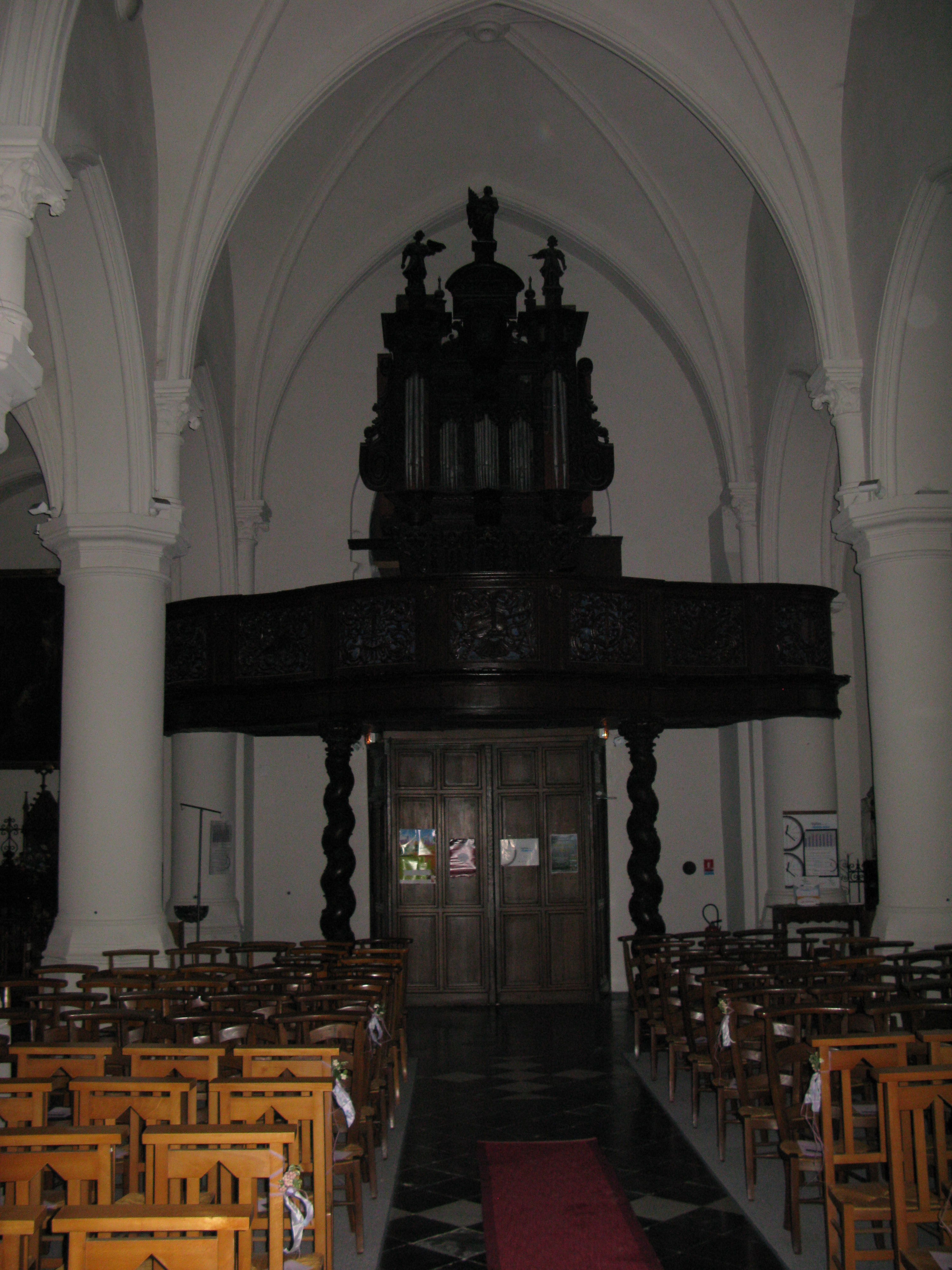
Porte d'entrée et buffet d'orgue.
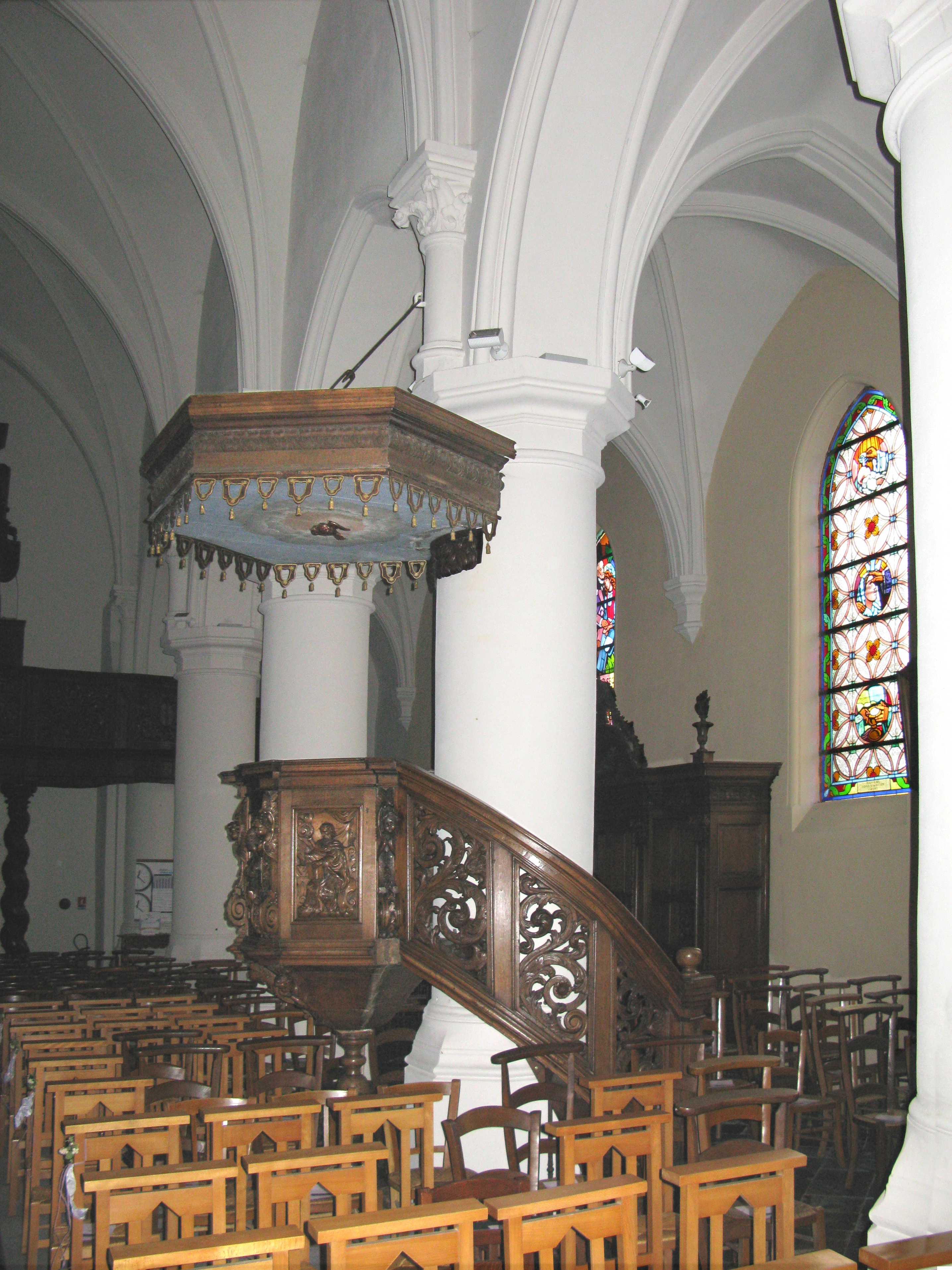
Chaire en bois sculpté.

### Statues

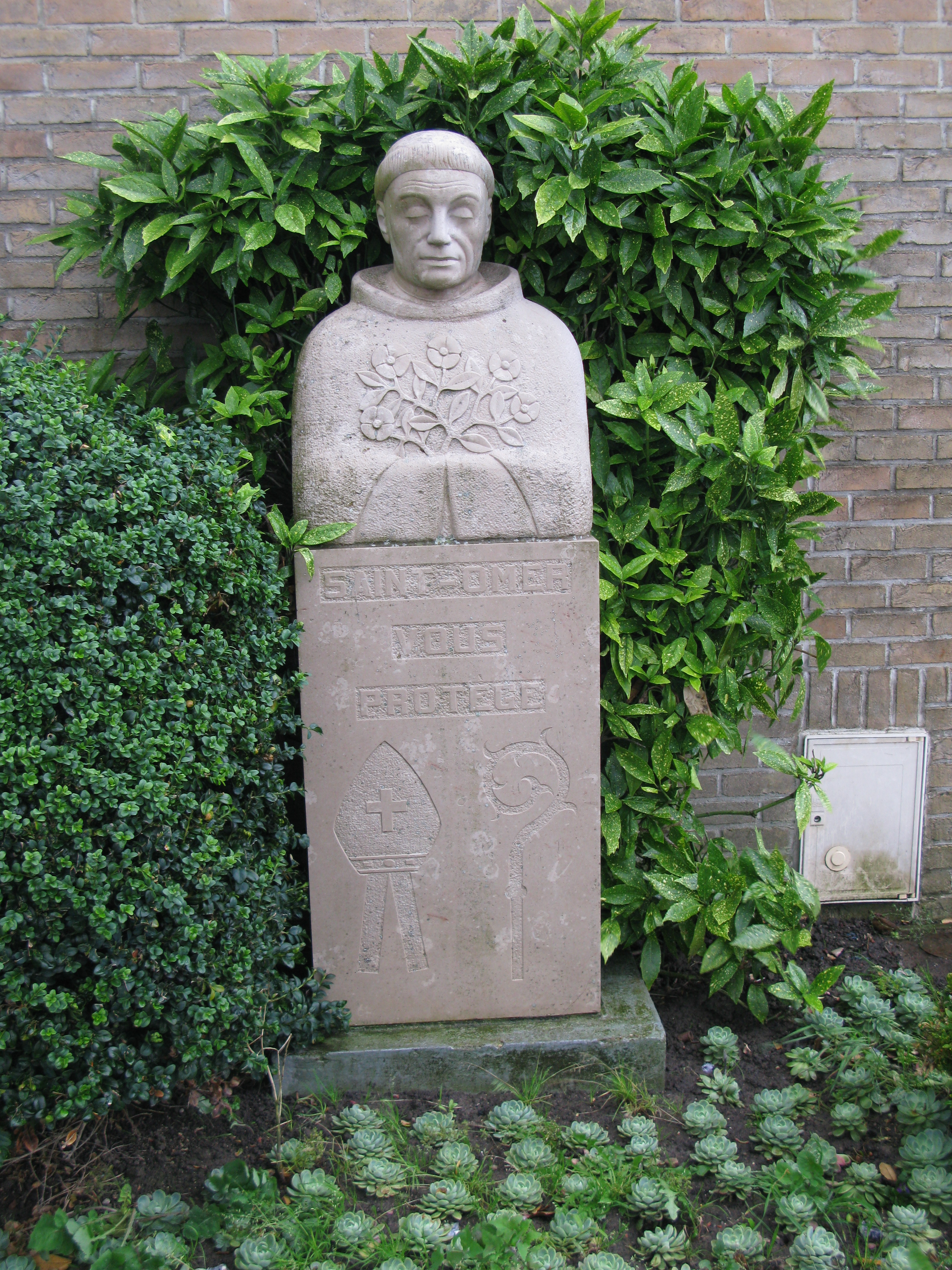
Buste de saint Omer.

Le maître-autel est entouré de deux statues de plâtre représentant saint Omer (à gauche) et saint Winoc (à droite) en uniforme d'évêque. Devant l'autel retable de Notre-Dame du Rosaire se trouve une statue de sainte Apolline. On trouve également une statue en plâtre de saint Roch et une du curé d'Ars.
Une mise au tombeau en bois sculpté se trouve au fond de l'église.
Un buste blanc de saint Omer se trouve devant l'église sur la droite. Voulu par Edmond Dehondt et inauguré le 5 septembre 1971, il a été sculpté par Yves de Coëtlogon de Recques-sur-Hem et se trouvait autrefois devant le presbytère.

### Tableaux et vitraux

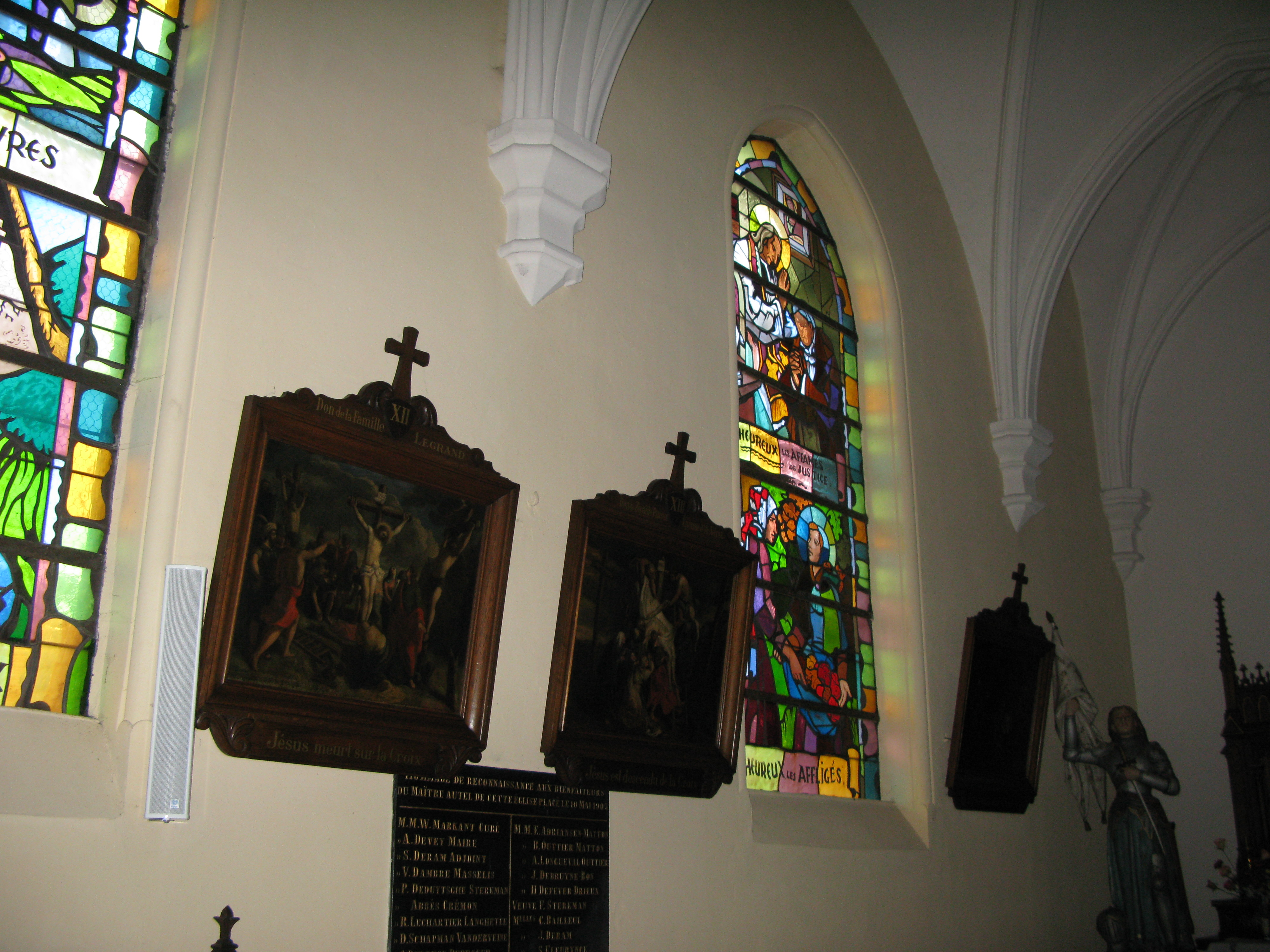
Mur nord, vitraux et tableaux représentant le chemin de croix.

L'église contient plusieurs tableaux.
Au-dessus des fonts baptismaux se trouve un tableau du baptême du Christ avec le père et la colombe du Saint-Esprit. Au-dessus de la mise au tombeau se trouve une toile de 1622, provenant de l'abbaye de Clairmarais, représentant le Christ en croix avec Marie Madeleine à sa gauche et un évêque à genoux à sa droite. Une peinture sur bois du XVIIe siècle représente un christ aux outrages dans le chœur.
Enfin, dans des cadres en bois ornés d'une croix et des noms des donateurs, se trouve sur les murs latéraux une série de toiles représentant un chemin de croix.
En plus des autres vitraux de l'église, le chœur contient 7 vitraux, dont 4 vitraux modernes représentant des Saints sont dus à l'abbé Edmond Dehondt. M. Dehondt a payé  lui-même la réparation de huit vitraux qui avaient été détruits pendant la guerre.

## Presbytère

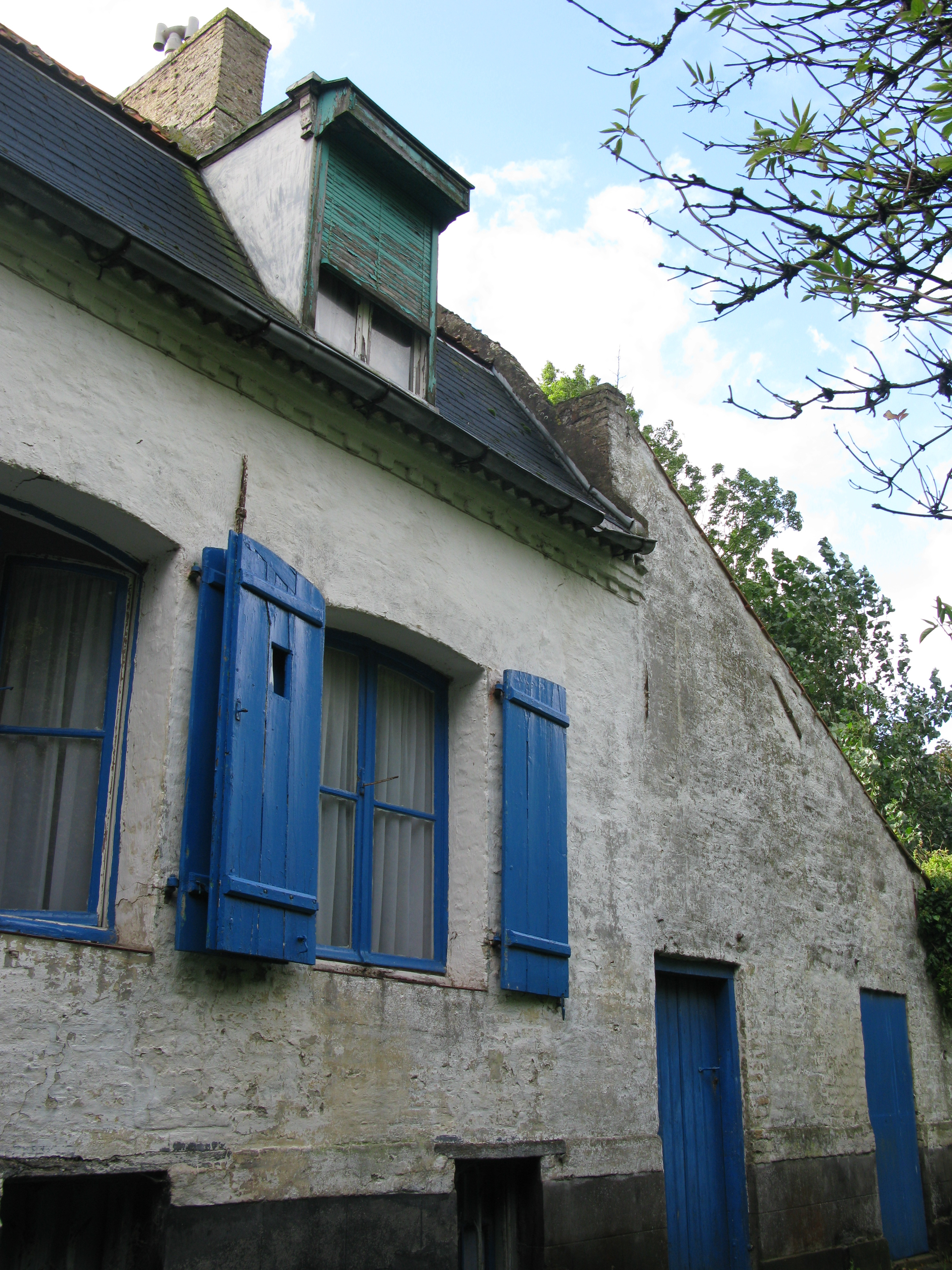
Avant du presbytère.

Le presbytère est construit un peu à l'écart des autres maisons du village, à l'arrière du cimetière qui jouxte l'église. C'est une grande et vieille bâtisse de campagne en brique, dont les murs sont peints en blanc.
À la fin du XXe siècle, le curé Alphonse Derycke a fait placer une plaque en flamand avec écrit « Die hier aenkomt is weleekomen en de pastory » (« celui qui entre ici est bienvenu au presbytère »).
Dans le couloir d'entrée, trois peintures murales ont été peintes par un prisonnier de guerre allemand en 1945 : une sous l'inscription « vita » représente deux tables avec une jarre, une sous l'inscription « veritas » montre un bureau avec des livres et un encrier et une sous l'inscription « via » représente un christ debout dans la nature.